# Christian Lassen
Christian Lassen (Bergen, 22 ottobre 1800 – Bonn, 8 maggio 1876) è stato un orientalista norvegese naturalizzato tedesco.

## Biografia
Studiò dapprima nell'Università di Oslo per proseguire la propria preparazione in Germania, nell'Università di Heidelberg e in quella di Bonn. Qui Lassen acquisì un'ottima conoscenza del Sanscrito.
Trascorse poi tre anni di studio a Parigi e Londra, dedicandosi in particolar modo alla codicologia e allo studio dei manoscritti, fondamentali per le sue successive ricerche, specialmente sul dramma e la filosofia in Hindi. Durante questo periodo pubblicò, assieme a Eugène Burnouf, il suo primo lavoro: Essai sur le Pâli (Parigi, 1826).
Al suo ritorno a Bonn studiò Lingua araba e prese un Ph.D. con una dissertazione sulle notizie di carattere geografico arabe relative al Punjab (Commentario geographica historica de Pentapotamia Indica, Bonn, 1827). Subito dopo fu accolto come Libero docente (Privatdozent) nell'Università e nel 1830 fu nominato Professore straordinario. Nel 1840 divenne Professore ordinario di "Lingue e culture indiane antiche dell'India". Malgrado un'offerta di trasferirsi a insegnare nell'Università di Copenaghen nel 1841, Lassen rimase fedele all'Università che l'aveva accolto per tutta la vita.
Morì quasi completamente cieco a Bonn.

## Opere
Nel 1829-1831, con August Wilhelm von Schlegel, compilò un'edizione critica annotata dell'Hitopadeśa. La comparsa di tale edizione, segnò l'inizio dello studio critico delle letterature sanscrite. Allo stesso tempo, Lassen collaborò con von Schlegel nell'edizione e nella traduzione dei primi due canti dell'opera epica Rāmāyana (1829-1838). Nel 1832 dette alle stampe il testo del primo atto del dramma di Bhavabhuti, il Mālatīmādhava, e un'edizione completa, con traslitterazione in caratteri latini, del Sānkhya-kārikā. Nel 1837 fece seguire l'edizione e traduzione del dramma lirico di Jayadeva, il Gītagovinda, e le sue Institutiones linguae Pracriticae.
La sua Anthologia Sanscritica, che apparve l'anno successivo, conteneva numerosi testi inediti fino ad allora e furono assai utili per stimolare lo studio del Sanscrito nelle università tedesche. Nel 1846 Lassen dette alle stampe un'edizione aggiornata del testo e delle traduzioni di Schlegel del "Bhagavad Gita".
Al pari dello studio delle lingue indiane, Lassen fu un pioniere scientifico in altri campi dell'indagine filologica. Nel suo  Beiträge zur Deutung der Eugubinischen Tafeln (1833) spianò la via per un'interpretazione corretta delle iscrizioni eugubine; e con la Zeitschrift für die Kunde des Morgenlandes (7 voll., 1837-1850) egli avviò e approfondì ampiamente profili grammaticali del Baluchi e di quella Brahui, oltre a un suo saggio riguardante le iscrizioni licie.
Subito dopo la comparsa del Commentaire sur le Yaçna, l'un des livres liturgiques des Parses di Eugène Burnouf (1833), Lassen si concentrò anche sulla Lingua avestica e, in genere, sugli studi iranistici. Nei Die altpersischen Keilinschriften von Persepolis (1836) per primo rese noto il carattere autentico della Lingua persiana antica attraverso le sue iscrizioni cuneiformi, anticipando con ciò di un mese la Mémoire sur les inscriptions cunéiformes di Burnouf sul medesimo soggetto, mentre la famosa "Memoir" di Henry Creswicke Rawlinson sulle iscrizioni di Bisotun, redatta in Persia, in modo indipendente dalle ricerche europee contemporanee, all'incirca nello stesso periodo, non pervenne alla Royal Asiatic Society se non tre anni più tardi.
In seguito Lassen pubblicò, nel sesto volume della sua Rivista (1845), una raccolta di tutte le iscrizioni cuneiformi in antico persiano conosciute a quell'epoca. Fu anche il primo studioso in Europa che si segnalò con successo con la sua decifrazione delle monete recentemente scoperte della Bactria, che gli fornirono gli elementi per la sua Zur Geschichte der griechischen und indoskythsschen Könige in Bakterien, Kabul, und Indien (1838).
Aveva in animo di dar vita a un'edizione critica del Vendidad ma, dopo aver pubblicato i primi cinque fargard (Capitolo o sezioni dell'Avestā) (1852), capì che tutte le sue energie sarebbero state necessarie per la buona riuscita della grande impresa della sua vita: l'Indische Altertumskund. 

Questo lavoro, completato in quattro volumi, pubblicati rispettivamente nel 1847 (2ª ed., 1867), 1849 (2ª ed., 1874), 1858 e 1861, costituisce uno dei più notevoli monumenti intellettuali e di studio critico altamente specialistico dell'indologia, in cui Lassen raccolse tutto ciò che era contenuto nelle fonti nazionali e straniere, relative allo sviluppo politico, sociale e intellettuale dell'India.